# Wielerweek van Lombardije 2013
De 42e editie van de wielerwedstrijd Wielerweek van Lombardije (Italiaans: Settimana Ciclistica Lombarda 2013) werd gehouden van 5 september tot en met 7 september 2013 in Lombardije, Italië. De meerdaagse wielerkoers maakte deel uit van de UCI Europe Tour 2013. Titelverdediger was de Fransman Thibaut Pinot. De Duitser Patrik Sinkewitz won dit jaar.

## Deelnemende ploegen
UCI World Tour-ploegen
- Katjoesja

Professionele continentale ploegen
- Androni Giocattoli-Venezuela
- Bardiani Valvole-CSF Inox
- Caja Rural-Seguros RGA
- CCC Polsat Polkowice
- Colombia
- MTN-Qhubeka
- Team RusVelo
- Vini Fantini-Selle Italia

Continentale ploegen
- Adria Mobil
- Amore & Vita
- Ceramica Flaminia-Fondriest
- Continental Team Astana
- Leopard-Trek Continental Team
- Lokosphinx
- Meridiana Kamen
- Team Nippo
- Utensilnord Ora24.eu
- Vérandas Willems

## Etappe-overzicht
| etappe | datum       | start             | finish   | afstand  | winnaar           | klassementsleider |
| ------ | ----------- | ----------------- | -------- | -------- | ----------------- | ----------------- |
| 1e     | 5 september | Brembate di Sopra | Valtorta | 168,4 km | Patrik Sinkewitz  | Patrik Sinkewitz  |
| 2e     | 6 september | Boltiere          | Foppolo  | 153,3 km | Patrik Sinkewitz  | Patrik Sinkewitz  |
| 3e     | 7 september | Gorle             | Bergamo  | 159,1 km | Alexej Tsatevitsj | Patrik Sinkewitz  |

## Etappe-uitslagen

### 1e etappe
| Brembate di Sopra - Valtorta (168,4 km) |                  |                             |          |
| Plaats                                  | Naam             | Ploeg                       | Tijd     |
| Winnaar                                 | Patrik Sinkewitz | Meridiana Kamen             | 3u47'30" |
| 2                                       | Ivan Rovny       | Ceramica Flaminia-Fondriest | +16"     |
| 3                                       | Davide Rebellin  | CCC Polsat Polkowice        | z.t.     |
|                                         |                  |                             |          |
| 37                                      | Niels Vandyck    | Vérandas Willems            | +1'25"   |

| Algemeen klassement |                  |                             |          |
| Plaats              | Naam             | Ploeg                       | Tijd     |
| Roze trui           | Patrik Sinkewitz | Meridiana Kamen             | 3u47'30" |
| 2                   | Ivan Rovny       | Ceramica Flaminia-Fondriest | +16"     |
| 3                   | Davide Rebellin  | CCC Polsat Polkowice        | z.t.     |
|                     |                  |                             |          |
| 37                  | Niels Vandyck    | Vérandas Willems            | +1'25"   |

### 2e etappe
| Boltiere - Foppolo (153,3 km) |                   |                              |          |
| Plaats                        | Naam              | Ploeg                        | Tijd     |
| Winnaar                       | Patrik Sinkewitz  | Meridiana Kamen              | 3u38'19" |
| 2                             | Joeri Trofimov    | Katjoesja                    | +30"     |
| 3                             | Franco Pellizotti | Androni Giocattoli-Venezuela | +33"     |
|                               |                   |                              |          |
| 63                            | Niels Vandyck     | Vérandas Willems             | +8'19"   |

| Algemeen klassement |                            |                           |          |
| Plaats              | Naam                       | Ploeg                     | Tijd     |
| Roze trui           | Patrik Sinkewitz           | Meridiana Kamen           | 7u25'29" |
| 2                   | Radoslav Rogina            | Adria Mobil               | +1'12"   |
| 3                   | Francesco Manuel Bongiorno | Bardiani Valvole-CSF Inox | +1'24"   |
|                     |                            |                           |          |
| 45                  | Niels Vandyck              | Vérandas Willems          | +10'04"  |

### 3e etappe
| Gorle - Bergamo (159,1 km) |                   |                              |          |
| Plaats                     | Naam              | Ploeg                        | Tijd     |
| Winnaar                    | Alexej Tsatevitsj | Katjoesja                    | 3u13'33" |
| 2                          | Mauro Finetto     | Vini Fantini-Selle Italia    | z.t.     |
| 3                          | Franco Pellizotti | Androni Giocattoli-Venezuela | z.t.     |
|                            |                   |                              |          |
| 68                         | Quentin Borcy     | Vérandas Willems             | +4'06"   |

## Eindklassementen
| Plaats    | Naam                   | Ploeg                         | Tijd      |
| --------- | ---------------------- | ----------------------------- | --------- |
| Roze trui | Patrik Sinkewitz       | Meridiana Kamen               | 10u39'02" |
| 2         | Radoslav Rogina        | Adria Mobil                   | +1'12"    |
| 3         | Francesco M. Bongiorno | Bardiani Valvole-CSF Inox     | +1'24"    |
| 4         | Franco Pellizotti      | Androni Giocattoli-Venezuela  | +1'25"    |
| 5         | Sergei Firsanov        | Team RusVelo                  | +1'27"    |
| 6         | Gianfranco Zilioli     | Androni Giocattoli-Venezuela  | +1'37"    |
| 7         | Jan Hirt               | Leopard-Trek Continental Team | +1'41"    |
| 8         | Tomaž Nose             | Adria Mobil                   | +2'03"    |
| 9         | Mauro Finetto          | Vini Fantini-Selle Italia     | +2'10"    |
| 10        | Davide Rebellin        | CCC Polsat Polkowice          | +2'16"    |
|           |                        |                               |           |
| 49        | Niels Vandyck          | Vérandas Willems              | +14'10"   |

| Plaats      | Naam              | Ploeg                        | Punten |
| ----------- | ----------------- | ---------------------------- | ------ |
| Paarse trui | Patrik Sinkewitz  | Meridiana Kamen              | 24     |
| 2           | Franco Pellizotti | Androni Giocattoli-Venezuela | 16     |
| 3           | Mauro Finetto     | Vini Fantini-Selle Italia    | 16     |

| Plaats      | Naam              | Ploeg           | Punten |
| ----------- | ----------------- | --------------- | ------ |
| Groene trui | Patrik Sinkewitz  | Meridiana Kamen | 10     |
| 2           | Joeri Trofimov    | Katjoesja       | 5      |
| 3           | Alexej Tsatevitsj | Katjoesja       | 2      |

| Plaats | Ploeg                        | Tijd      |
| ------ | ---------------------------- | --------- |
| 1      | Androni Giocattoli-Venezuela | 32u02'01" |
| 2      | Vini Fantini-Selle Italia    | +1'42"    |
| 3      | Ceramica Flaminia-Fondriest  | +6'39"    |

## Kaarten
Etappewedstrijden

 Ster van Bessèges · 
 Ronde van de Middellandse Zee · 
 Ruta del Sol · 
 Ronde van de Algarve · 
 Ronde van de Haut-Var · 
 Driedaagse van West-Vlaanderen · 
 Internationale Wielerweek · 
 Internationaal Wegcriterium · 
 Driedaagse van De Panne-Koksijde · 
 Ronde van de Sarthe · 
 Ronde van Trentino · 
 Ronde van Turkije · 
 Ronde van Asturië · 
 Vierdaagse van Duinkerke · 
 Ronde van Azerbeidzjan · 
 Szlakiem Grodòw Piastowskich · 
 Ronde van Castilië en León · 
 Ronde van Picardië · 
 Ronde van Noorwegen · 
 World Ports Classic · 
 Ronde van Beieren · 
 Ronde van België · 
 Tour des Fjords · 
 Ronde van Estland · 
 Ronde van Luxemburg · 
 Boucles de la Mayenne · 
 Ster ZLM Toer · 
 Ronde van Slovenië · 
 Route du Sud · 
 Ronde van Oostenrijk · 
 Sibiu Cycling Tour · 
 Ronde van Wallonië · 
 Ronde van Portugal · 
 Ronde van Denemarken · 
 Ronde van de Ain · 
 Ronde van Burgos · 
 Arctic Race of Norway · 
 Ronde van de Limousin · 
 Ronde van Poitou-Charentes · 
 Wielerweek van Lombardije · 
 Ronde van Groot-Brittannië · 
 Ronde van Gévaudan Languedoc-Roussillon · 
 Eurométropole Tour
Eendaagse wedstrijden

 GP La Marseillaise · 
 Grote Prijs van de Etruskische Kust · 
 Trofeo Palma · 
 Trofeo Ses Salines · 
 Trofeo Serra de Tramuntana · 
 Trofeo Platja de Muro · 
 Trofeo Laigueglia · 
 Ronde van Murcia · 
 Omloop Het Nieuwsblad · 
 Classic Sud Ardèche · 
 GP Lugano · 
 Clásica de Almería · 
 Kuurne-Brussel-Kuurne · 
 La Drôme Classic · 
 Le Samyn · 
 GP Città di Camaiore · 
 Strade Bianche · 
 Roma Maxima · 
 Ronde van Drenthe · 
 Dwars door Drenthe · 
 Nokere Koerse · 
 GP Nobili Rubinetterie · 
 Handzame Classic · 
 Classic Loire-Atlantique · 
 Grote Prijs van Cholet-Pays de Loire · 
 Dwars door Vlaanderen · 
 Route Adélie de Vitré · 
 Volta Limburg Classic · 
 Grote Prijs Miguel Indurain · 
 Ronde van La Rioja · 
 Scheldeprijs · 
 GP Pino Cerami · 
 Klasika Primavera · 
 Parijs-Camembert · 
 Brabantse Pijl · 
 GP Denain · 
 Ronde van de Finistère · 
 Tro Bro Léon · 
 Ronde van Keulen · 
 La Roue Tourangelle · 
 Rund um den Finanzplatz Eschborn-Frankfurt · 
 Ronde van de Somme · 
 ProRace Berlin · 
 Grote Prijs van Plumelec · 
 Boucles de l'Aulne · 
 Ronde van Zeeland Seaports · 
 Trofeo Melinda · 
 GP Kanton Aargau · 
 Ronde van Limburg · 
 Ronde van de Apennijnen · 
 Halle-Ingooigem · 
 Trofeo Matteotti · 
 Prueba Villafranca de Ordizia · 
 GP Industria & Artigianato-Larciano · 
 Ronde van Toscane · 
 Circuito de Getxo · 
 Polynormande · 
 RideLondon Classic · 
 GP Stad Zottegem · 
 Dutch Food Valley Classic · 
 Châteauroux Classic de l'Indre · 
 Druivenkoers Overijse · 
 Ronde van Veneto · 
 Schaal Sels · 
 Memorial Rik Van Steenbergen · 
 Brussels Cycling Classic · 
 GP Fourmies · 
 Ronde van de Doubs · 
 GP Jef Scherens · 
 Coppa Bernocchi · 
 Coppa Agostoni · 
 GP van Wallonië · 
 Ronde van de Drie Valleien · 
 Kampioenschap van Vlaanderen · 
 Memorial Marco Pantani · 
 Grote Prijs Impanis-Van Petegem · 
 GP van Isbergues · 
 GP Industria & Commercio di Prato · 
 Omloop van het Houtland · 
 Duo Normand · 
 Milaan-Turijn · 
 Ronde van Piëmont · 
 Ronde van het Münsterland · 
 Pro Cycling Marathon · 
 Ronde van de Vendée · 
 Memorial Frank Vandenbroucke · 
 Coppa Sabatini · 
 Parijs-Bourges · 
 Ronde van Emilia · 
 GP Beghelli · 
 Parijs-Tours · 
 Nationale Sluitingsprijs · 
 Ronde van Romagna · 
 Chrono des Nations